# Dęby Osielsko
Klub Sportowy Dęby Osielsko – baseballowy klub sportowy w Osielsku, występujący w Ekstralidze baseballowej.

## Historia
Klub powstał w 1994 z inicjatywy Jacka Baumgarta, trenera WF-u w miejscowej szkole podstawowej.
W 1997 klub awansował do II ligi, a następnie do najwyższej klasy rozgrywkowej.
W 2005 najmłodsza kategoria wiekowa (teeball) zdobyła tytuł Mistrza Polski i zdobywa go do 2008 corocznie.
Kategoria Młodzików (9-12 lat) reprezentowała Polskę w rozgrywkach Małej Ligi Baseballowej. Zajęli 4. miejsce na 11 europejskich drużyn.
Kategoria Kadet (12-16), prowadzona przez Łukasza Snopek zakwalifikowała się do finałów Ogólnopolskiej Olimpiady Młodzieży która odbyła się 24-25 lipca 2008 roku w Osielsku.
Drużyna Softballistek (dziewczęca) prowadzona przez Martę Markowską reprezentuje gminę Osielsko na różnych imprezach krajowych i zagranicznych.
W 2005 roku drużyna seniorów zajęła trzecie miejsce w Pucharze Mistrzów w szwedzkim Leksand. Rok później w Pucharze Europy C.E.B. w Belgradzie, Dęby ponownie zajęły 3. miejsce.

## Zarząd
Pierwszym prezesem został Andrzej Osicki. Od jesieni 1996 do wiosny 1998 Czesław Dąbrowski. Od 30 marca 1998 Waldemar Decowski. W 2007 roku nowym prezesem została Małgorzata Malinowska. Po dwóch latach, czyli jednej kadencji, zastąpił ją Jan Harmoza. Od 2011 do lutego 2015 roku, przez dwie kadencje, funkcję prezesa pełnił Krzysztof Lewandowski. W lutym 2015 na prezesa klubu został wybrany przedsiębiorca i były hokeista Tadeusz Godziątkowski.

## Sukcesy
- Mistrzostwa Polski
  - I miejsce: 2004[3]
  - II miejsce: 2003, 2005, 2006, 2007, 2010, 2012, 2013, 2019
  - III miejsce: 2014, 2018
- Puchar Polski
  - I miejsce: 2016[4]
  - II miejsce: 2017, 2018, 2019
- Mistrzostwa Polski U-23
- I miejsce 2019
- II miejsce: 2017, 2018
- Mistrzostwa Polski U-21
  - I miejsce: 2016[5]
  - II miejsce: 2015[1]
- Puchar Polski U-21
  - II miejsce: 2015[1]
- Mistrzostwa Polski Juniorów
  - I miejsce: 2015[3]
- Puchar Polski Juniorów
  - I miejsce: 2015[1]
- Mistrzostwa Polski Kadetów
  - I miejsce: 1998[3], 1999[3], 2001[3], 2012[3] (w sezonach 1998-1999 wywalczone razem z Centaurami Warszawa)[3]
- Puchar Polski Tee-ball
  - II miejsce: 2018, 2019
  - III miejsce: 2015[6]